# Lizzobangers
A Lizzobangers Lizzo amerikai énekesnő, rapper debütáló stúdióalbuma, amely 2013. október 15-én jelent meg a Totaly National Production, majd 2014-ben a Virgin Records ismét megjelentette.

## A produkció
Az album producerei Lazerbreak és Ryan Olson voltak. Az album néhány üteme Lazerbreak 2012-es "Lava Bangers" című albumáról származik. 

## Megjelenés
Az album először a Totally Gross National Productnál jelent meg 2013. október 15-én, majd 2014-ben a Virgin kiadó is megjelentette.
2019-ben az albumot eltávolították az összes streaming-szolgáltatásból és a digitális kereskedelmi hálózatból, hogy segítse Lizzo kampányát a legjobb új előadónak járó 62. Grammy-díjátadón. Egy hónappal a 2020. február 21-i ünnepség után az album ismét elérhető volt a streaming-platformokon és a digitális kereskedelmi hálózatban is.

## Számlista
| 2013 original edition | 2013 original edition                     | 2013 original edition | 2013 original edition | 2013 original edition | 2013 original edition | 2013 original edition | 2013 original edition | 2013 original edition | 2013 original edition |
| #                     | Cím                                       | Hossz                 |                       |                       |                       |                       |                       |                       |                       |
| --------------------- | ----------------------------------------- | --------------------- | --------------------- | --------------------- | --------------------- | --------------------- | --------------------- | --------------------- | --------------------- |
| 1.                    | Lizzie Borden                             | 2:38                  |                       |                       |                       |                       |                       |                       |                       |
| 2.                    | W.E.R.K. Pt. II                           | 3:06                  |                       |                       |                       |                       |                       |                       |                       |
| 3.                    | Wat U Mean                                | 2:44                  |                       |                       |                       |                       |                       |                       |                       |
| 4.                    | T-Baby                                    | 3:16                  |                       |                       |                       |                       |                       |                       |                       |
| 5.                    | Be Still                                  | 2:13                  |                       |                       |                       |                       |                       |                       |                       |
| 6.                    | Faded                                     | 2:37                  |                       |                       |                       |                       |                       |                       |                       |
| 7.                    | Hot Dish                                  | 3:40                  |                       |                       |                       |                       |                       |                       |                       |
| 8.                    | Make Way                                  | 2:46                  |                       |                       |                       |                       |                       |                       |                       |
| 9.                    | Batches & Cookies (featuring Sophia Eris) | 3:23                  |                       |                       |                       |                       |                       |                       |                       |
| 10.                   | Pants vs. Dress                           | 2:34                  |                       |                       |                       |                       |                       |                       |                       |
| 11.                   | Go                                        | 3:45                  |                       |                       |                       |                       |                       |                       |                       |
| 12.                   | Bloodlines                                | 3:45                  |                       |                       |                       |                       |                       |                       |                       |
| 13.                   | Bus Passes and Happy Meals                | 3:18                  |                       |                       |                       |                       |                       |                       |                       |
| 39:51                 |                                           |                       |                       |                       |                       |                       |                       |                       |                       |

Az összes szám szerzője Melissa Jefferson, Aaron Mader és Ryan Olson, kivéve a"Batches & Cookies"című dal, melyet Jefferson, Mader, Olson és Lauren Alford írt.. 
| 2014 reissue edition | 2014 reissue edition                      | 2014 reissue edition | 2014 reissue edition | 2014 reissue edition | 2014 reissue edition | 2014 reissue edition | 2014 reissue edition | 2014 reissue edition | 2014 reissue edition |
| #                    | Cím                                       | Hossz                |                      |                      |                      |                      |                      |                      |                      |
| -------------------- | ----------------------------------------- | -------------------- | -------------------- | -------------------- | -------------------- | -------------------- | -------------------- | -------------------- | -------------------- |
| 8.                   | Luv It                                    | 3:03                 |                      |                      |                      |                      |                      |                      |                      |
| 9.                   | Batches & Cookies (featuring Sophia Eris) | 3:23                 |                      |                      |                      |                      |                      |                      |                      |
| 10.                  | Pants vs. Dress                           | 2:34                 |                      |                      |                      |                      |                      |                      |                      |
| 11.                  | Go                                        | 3:45                 |                      |                      |                      |                      |                      |                      |                      |
| 12.                  | Bloodlines                                | 3:45                 |                      |                      |                      |                      |                      |                      |                      |
| 13.                  | Bus Passes and Happy Meals                | 3:18                 |                      |                      |                      |                      |                      |                      |                      |
| 14.                  | Paris                                     | 3:11                 |                      |                      |                      |                      |                      |                      |                      |
| 43:18                |                                           |                      |                      |                      |                      |                      |                      |                      |                      |